# Марк Випсаний Агриппа Постум
Постум Юлий Цезарь Агриппа (лат. Postumus Ivlius Caesar Agrippa), при рождении — Марк Випсаний Агриппа Постум (лат. Marcus Vipsanius Agrippa Postumus), часто — Агриппа Постум (12 год до н. э. — 14 год н. э.) — сын Марка Випсания Агриппы от третьей жены, Юлии Старшей. Внук и один из возможных наследников Октавиана Августа.

## Происхождение
Агриппа Постум родился после внезапной смерти своего отца, друга и соратника Октавиана, Марка Випсания Агриппы. За это к его имени был добавлен агномен Постум (лат. postumus — после, позже, в латинских именах — родившийся после смерти родителя).
Марк Випсаний Агриппа был выходцем из всаднической семьи, а Юлия — единственная дочь Октавиана от Скрибонии. Агриппа и Юлия поженились в 21 году до н. э., и, хотя достоверно известно, что Юлия была неверна своему мужу, брак был вполне удачен. До Постума Юлия родила четверых детей.
В 12 году до н. э. Агриппа неожиданно умер в Кампании. Юлия осталась беременной и через несколько месяцев родила сына — Агриппу Постума.

## Жизнеописание
Практически сразу после смерти Агриппы Октавиан Август усыновляет двух старших братьев Постума, Гая и Луция. Постум не был усыновлён, поскольку Октавиан хотел отдать дань уважения своему другу. По замыслу Октавиана, Постум должен был продолжить род Випсаниев.
Через год после смерти Агриппы Юлия выходит замуж за пасынка Октавиана, сына его жены от первого брака, Тиберия. Брак был очень неудачным. Всё это время Агриппа оставался вместе со своей матерью. В 6 до н. э., не вынеся жизни в Риме, Тиберий уезжает в добровольную ссылку на Родос. Юлия получает разрешение от Октавиана не сопровождать его и остаётся в Риме.
Однако в Риме она ведёт распутный образ жизни, и во 2 году Октавиан, будучи «отцом семейства» (лат. pater familie), даёт Юлии развод от имени Тиберия и отправляет её в ссылку. Постум остаётся жить в доме Октавиана и его жены, Ливии Друзиллы.
Во 2 году в Галлии умирает один из братьев Постума — Луций. Затем, в 4 году — его старший брат Гай. Октавиан усыновляет Постума в один день с его отчимом — Тиберием.
Тиберий к тому времени плохо сходился с людьми, и, видя в Постуме соперника, невзлюбил его. Постум, вероятно, относился к отчиму так же. Описаний Постума осталось очень немного, и все они предвзяты. Наиболее полное можно найти у Тацита: «…молодой, физически развитый, даже чересчур, Агриппа Постум. Хотя и лишённый каких бы то ни было хороших качеств, он не был вовлечён ни в один из скандалов».
По неизвестной причине, скорее всего, из-за интриг Ливии, расчищавшей путь к власти Тиберию, в 6 году Октавиан ссылает Постума на маленький остров Планазия (совр. Пианоза, Италия), расположенный в Лигурийском море.
Согласно Тациту, в 13 году, вместе с Павлом Фабием Максимом, Август в обстановке полной секретности посетил Постума на острове, где рассказал ему о планах возвратить его в Рим и сделать своим единственным наследником. Однако по возвращении в Рим Максим рассказал об этой поездке своей жене, Марции, а та упомянула о поездке при Ливии. Вскоре после этого Максим был найден мёртвым, а Марцию обвинили в его смерти и казнили. Таким образом Ливия, устранив ключевую фигуру, устранила саму возможность возвращения Постума.
Через год Октавиан умирает. Через несколько дней после того, как власть перешла к Тиберию, Постум был убит на Планазии охраной.
После смерти Агриппы Постума его раб Клемент, пользуясь внешним сходством с покойным, стал выдавать себя за чудом спасшегося Постума и попробовал бороться за власть в Риме, но был схвачен и казнён.